# Dobra dela (sura)
Dobra dela (arabsko Al-Ma'un) je 107. sura (poglavje) v Koranu, ki jo sestavlja 7 ajatov (verzov). Je meška sura.
Med opravljanjem molitve (salata oz. namaza) pri tej suri verniki opravijo 1 ruku' (priklon).